# Лидија Антоновић
Лидија Антоновић (Београд, 1984) српски је фотограф, видеоартиста и перфомер.
Остварила је преко двадесет самосталних и тридесет групних изложби. Добитница је награде публике АФЦ фестивала (енг. Alternative film video festival), као и многих похвала и награда у Републици Србији и иностранству, као што су бронзана медаља на 13. међународном тријеналу "Позориште у фотографској уметности" на Стеријином позорју у Новом Саду. Од 2011. године има статус слободног уметника УЛУПУДС-а.

## Биографија
Лидија Антоновић је рођена 1984. године у Београду. Дипломирала је на Академији уметности 2008. године у Београду, у класи професора Милана Алексића. Завршила МА ликовних уметности 2018. на Академији уметности Београд. У оквиру мастер студија Moving Academy for Perfoming art (MAPA) из Амстердама, усавршава се у области примењена фотографије, те добија две дипломе, МА Procession of Icons и МА Light design & studio management. Професионално искуство стиче у новинској агенцији Танјуг, као фоторепортер и редактор (2010-2011). Године 2016.  завршава и курс 3Д моделовања и анимираног филма, Ерасмус + на Универзитету Бурнемунт у Уједињеном Краљевству код професорке Сузан Слоан.
Сарађује са трансмедијалним Театром Мимарт, као фотографкиња, перформерка и видео артисткиња.  Радила је као професионални фотограф на фестивалима Белеф (2006-2008), Битеф, и на манифестацији Ноћ Музеја (2006-2011). Сарадница је Сервиса за савремени плес - СТАНИЦА, Удружења балетских уметника Србије (УБУС), Удружења драмских уметника (УДУС), Центра за Драму и едукацију у уметности (ЦЕДЕУМ) и Битеф Полифоније. Сарађивала је и са Београдским драмским позориштем, УНИЦЕФ-ом и Театром Вук.
Од 2019. ради као асистент кустоса у Градској галерији КЦ Град.
До сада је реализовала преко двадесет самосталних изложби фотографија у Београду, 37 групних изложби у Србији, 7 групних изложби у иностранству и 10 изложби фотографије као кустос. Ауторка је 21 кратких документарних филмова, анимираних филмова и видео арт радова, 15 видео арт филмова за интердисциплинарне позоришне представе и 2 видео фестивала. Ауторка је групних вишедневних фестивала: "МИМ-АРТ-СПОТ", координатор фестивала визуелних уметника и перформера (2020), "Мислити време", аутор и сценарио, БУНТ фестивал (2015) и "О3 зона - Дрвеће говори", аутор и сценарио у Галерији ОЗОН (2009).
Бави се примењеном фотографијом, дизајном припреме за програме, пикселизацијом - Stop motion видео анимација тела, дизајном светла и сцене за представе, спотове и перформансе. Водитељка је радионица фотографија за младе. Перформерка је више од 10 година у самосталним арт перформансима и у интердисциплинарним пројектима са другим перформерима, уметницима и Театром Мимарт.
Била је координатор за Србију пројекта "Island Magic",  Европска престоница културе, Пловидв 2019.
Вођа је креативног тима младих уметника из Србије европског програма Ерасмус + "The Complete Freedom of Truth" од 2014 до 2017., "Wake Up", еу пројекта од 2010 до 2012., "Culture Programme", Млади у акцији 2007/13 
Чланица је групе фотографкиња "Новинарке против насиља према женама", у оквиру програма УНДП Србија кроз изложбу и базу илустрација за етичко извештавње о насилју над женама 2021/2022.

## Награде
- Награда публике на међународној изложби "Theater Exposed" у Одеси, Украјини за фотографију у категорији Movement in Art и специјалну награду жирија у Арт категорији, одржаној онлајн 27. марта 2022 на Светски дан позоришта.[8]
- Награда публике на међународној изложби "Theater Exposed" у Кијеву, Украјини, одржаној онлајн 2020.
- Бронзана плакета на 13. Међународном Триеналу »Позориште у фотографској уметности«, Стеријино позорје, Нови Сад 2011.[9]
- Друга награда на Слододном октобарском Салону, Педагошки музеј, Београд 2009